# Císař a tambor
Císař a tambor je česká filmová pohádka režiséra Václava Křístka z roku 1998, natočená na motivy pověstí o císaři Josefovi II., který se v převlečení za tovaryše potuloval mezi svými poddanými. Film byl v kinech premiérově uveden 29. října 1998. Televizní premiéra se odehrála na stanici ČT1 24. prosince 1999, kdy byl odvysílán jako štědrovečerní pohádka České televize.

## Děj
Císař Maxmilián se vydává v přestrojení ze zámku mezi poddaný lid, aby poznal jeho život. Během jedné ze svých četných vycházek se setká s císařským tamborem, který se vrací z vojny. Společně pak zažívají všelijaká dobrodružství. Potkají lupiče, narazí na lidskou hloupost a setkají se i s věrolomností, která je téměř přivede až před kata. Nepříliš růžové vyhlídky na budoucnost v dobré obrátí láska.

## Obsazení
| Ondřej Vetchý      | císař Maxmilián     |
| Petr Rajchert      | císařský tambor     |
| Anna Veselá        | Ančička             |
| Ján Sedal          | ras                 |
| Vladimír Čapka     | vrchní správce      |
| Jan Skopeček       | Leopold             |
| Lubomír Kostelka   | hrabě               |
| Patricie Padillová | císařovna           |
| Veronika Forejtová | komorná Veronika    |
| František Řehák    | hostinský           |
| Arnošt Goldflam    | turecký vyslanec    |
| Jan Vondráček      | tlumočník           |
| Miloš Černoušek    | pacholek            |
| Vladimír Polák     | vrchní strážný      |
| Norbert Lichý      | náčelník loupežníků |
| Nikos Engonidis    | loupežník           |
| Ivan Feller        | loupežník           |
| Vladislav Georgiev | loupežník           |
| Josef Novák-Wajda  | loupežník           |
| Jiří Sedláček      | loupežník           |
| Jan Hrubý          | muzikant            |
| Rudolf Hálek       | muzikant            |
| Jan Kolář          | muzikant            |
| Martin Čech        | muzikant            |